# Seeschlacht von Kopenhagen (1801)
Ostrach – Feldkirch – Stockach I – Verona – Magnano – Cassano d’Adda – Bassignana – Paradies – Frauenfeld – Winterthur – Zürich I – Trebbia – Mantua – Novi – Döttingen - Vlieter – Bergen – Gotthard – Dietikon – Zürich II – Schänis – Muotatal – Näfels – Egmont – Castricum - Genola – Wiesloch – Genua – Rheinklingen – Büsingen – Engen – Stockach II –  Meßkirch – Biberach II – Montebello – Marengo – Höchstädt – Oberhausen – Brión – Hohenlinden – Walserfeld – Pozzolo – Kopenhagen – Algeciras I – Algeciras II
In der Seeschlacht von Kopenhagen besiegte die britische Flotte unter den Admiralen Sir Hyde Parker, Horatio Nelson, 1. Baron Nelson, und Thomas Graves am 2. April 1801 die dänische Flotte.

## Vorgeschichte
Zu Beginn des Zweiten Koalitionskriegs basierte die Überlegenheit der Briten gegenüber Frankreich auf der Kontrolle über die See. Um diese Kontrolle aufrechtzuerhalten, war es entscheidend, die französisch-spanischen Schiffe in ihren Häfen zu blockieren.
Durch diese Blockade verringerte sich jedoch der Zugang der Ostseeanrainerstaaten, allen voran Dänemark, zu den dortigen Märkten. Daher kam es immer wieder zu Zwischenfällen mit Blockadebrechern und der britischen Marine.
Zwar gehörten der Koalition gegen Frankreich neben Großbritannien, der Habsburgermonarchie, Portugal, dem Königreich Neapel, dem Osmanischen Reich und dem Kirchenstaat auch das Russische Zarenreich an, jedoch zeigte letzteres unter Zar Paul I. seit 1800 deutliche Sympathien für Frankreich. Nach der französischen Invasion Maltas 1798 war Paul I. von den vertriebenen Malteserrittern zum Großmeister des Malteserordens ernannt worden. Als Napoleon realisierte, dass Malta nicht zu halten war, bot er dem Zaren an, ihm die Insel zu überlassen. Nach dem Fall von Valetta im September 1800 weigerten sich die Briten jedoch, die Insel wieder aufzugeben. Gleichzeitig hatte ihn das Scheitern der britisch-russischen Invasion der Niederlande verbittert, zumal die russischen Truppen, die auf den Kanalinseln einquartiert worden waren, sich über die schlechte Behandlung beschwerten. Napoleon hingegen hatte seine russischen Kriegsgefangenen gut gekleidet, voll bewaffnet und ohne die üblichen Lösegeldforderungen nach Russland zurückgeschickt. Dies führte dazu, dass Paul I. die Idee der bewaffneten Neutralität wieder aufleben ließ. Es drohte eine nordische anti-britische Koalition aus Russland, Dänemark, Schweden und Preußen. Gemeinsam hätten die Flotten eine Stärke von über 100 Linienschiffen und wären eine massive Bedrohung Großbritanniens gewesen. Um dieser Gefahr zu begegnen, wurde eine Flotte von achtzehn Linienschiffen und fünfunddreißig kleineren Schiffen unter dem Kommando von Hyde Parker und seinem Stellvertreter Horatio Nelson vor Great Yarmouth zusammengezogen. Während Parker zögerte und eine passive Strategie bevorzugte, bestand Nelson darauf, die russische Flotte in Kronstadt und Reval anzugreifen, bevor das Eis der Ostsee schmelzen würde und sich die Flotten Schwedens und Russlands mit der der Dänen vereinigten.
Frustriert über die Verzögerungen wandte sich Nelson in einem Brief an Thomas Troubridge, einen Freund und Lord Commissioner der Admiralität, was den ersten Lord der Admiralität John Jervis veranlasste, Parker den Befehl zu erteilen, sich nach Kopenhagen zu begeben und Dänemark entweder durch Diplomatie oder durch Einsatz von Gewalt aus dem Bündnis herauszulösen, woraufhin ein sofortiger Angriff auf die Russen bei Reval und Kronstadt folgen sollte. Nachdem die Flotte am 12. März ausgelaufen war, erreichte sie  am 18. März den Skagerrak. Von dort aus wurde der Abgesandte der britischen Regierung Nicholas Vansittart vorausgesandt, um die dänische Regierung zum Ausscheiden aus dem Viererbündnis zu bewegen. Der Verband erreichte am Abend des 21. März den Nordeingang des Öresunds, wo er ankerte. Am 23. März kehrte Vansittart mit der Weigerung der Dänen, den britischen Forderungen nachzugeben, zurück. Darüber hinaus berichtete Vansittart, dass die Verteidigungsanlagen massiv ausgebaut worden seien.

## Auftakt

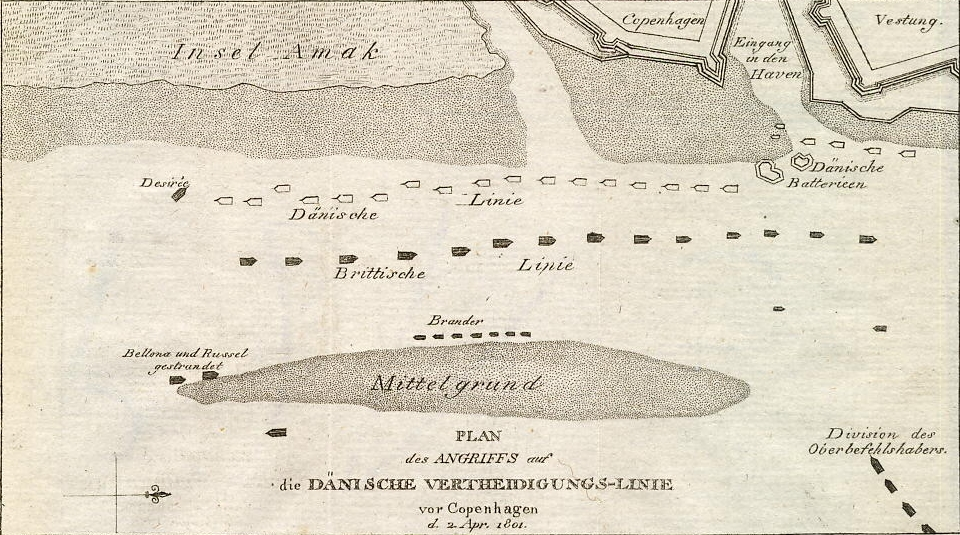
Plan des Angriffs auf die Dänische Vertheidigungs-Linie vor Copenhagen d. 2. Apr. 1801.

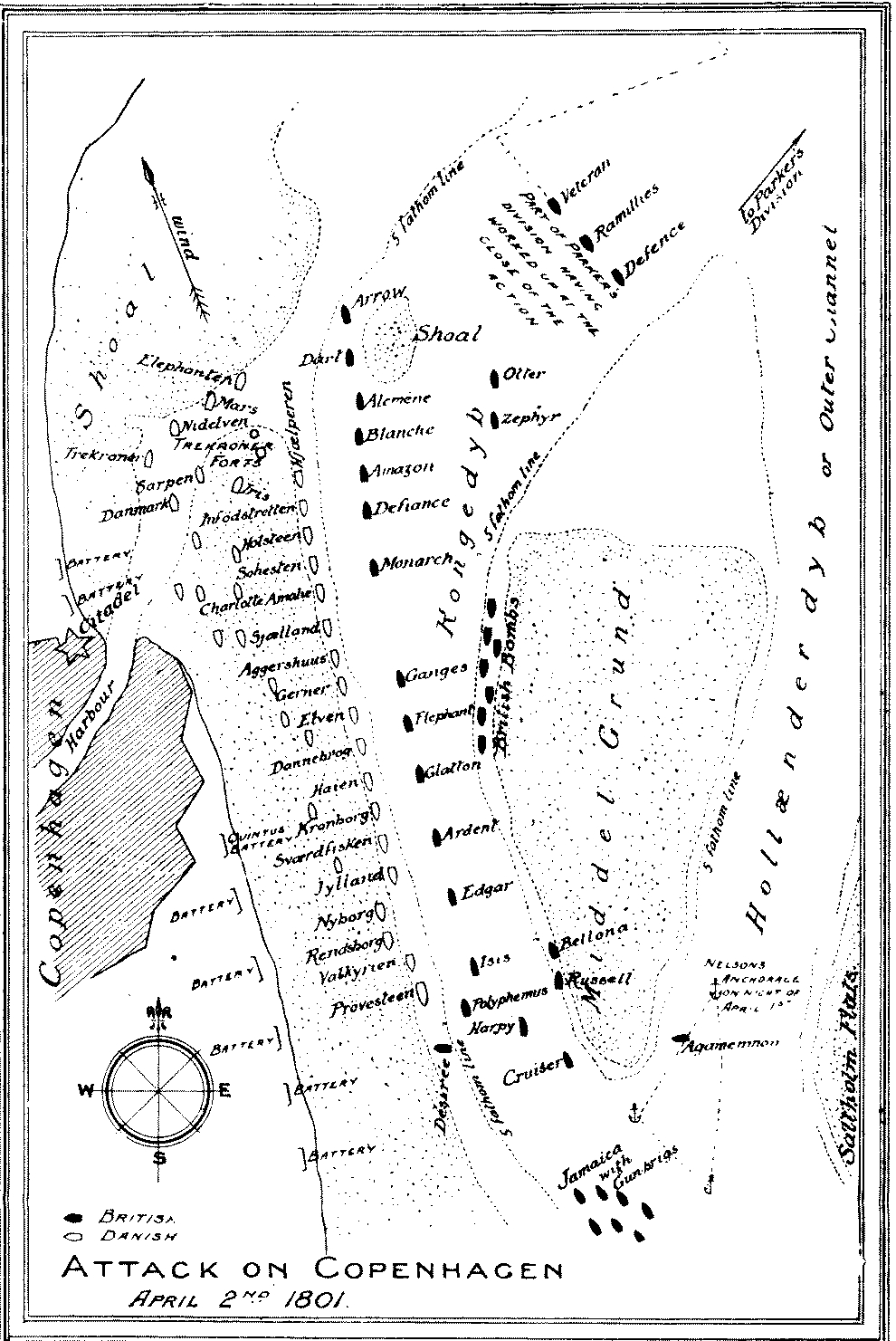
Skizze mit den Positionen der beteiligten Schiffe

### Dänische Verteidigung
Angesichts der Überlegenheit der Briten und der Vernachlässigung ihres Schutzes stand Kommodore Olfert Fischer, der mit der Verteidigung beauftragt wurde, vor massiven Schwierigkeiten. Es gab lediglich einen einzigen Zugang in den Seehafen, den Kronlobet Kanal. Im Hafen befand sich die Dänische Flotte. Würde es den Briten gelingen, am Eingang des Kanals auch nur ein einziges der älteren Schiffe zu versenken, wäre die gesamte Flotte gefangen und nutzlos gewesen. Wenn die britischen Bombarden sich im Drogden in einer Linie positionierten, könnten sie mit ihrer überlegenen Reichweite den Hafen, die Werften und Teile der Stadt bombardieren, ohne selbst getroffen zu werden. Die Dänen hatten daher ihre Schiffe als schwimmende Batterien in einer Verteidigungslinie in Nord-Süd-Richtung direkt vor der Sandbank der Insel Amager zusammengefasst, um so zusammen mit den am nördlichen Ende der Sandbank gelegenen Batterien der Trekroner-Festung(55° 42′ 10″ N, 12° 36′ 48″ O) und anderer Landbatterien den Hafen zu schützen. Doch auch diese Art der Verteidigung hatte ihre Schwachstellen. Im Süden war sie anfällig für Breitseiten auf die Längsachsen der Schiffe, und im Norden blockierte sie die Küstenbatterien an der Nyholm-Werft.
Die Linie der ankernden, miteinander vertäuten Schiffe lag etwa am seeseitigen Ende der Sandbank vor Amager und der Mittelgrundbank, etwa 1,5 Seemeilen lang. Zwischen den größeren Schiffen Sjælland, Infødsretten, Dannebrog, Holsteen, Prøvesteenen, Jylland und Wagrien waren die Aggershus, Charlotte Amalia, Elven, Hajen, Kronborg, Nyborg und Rendsborg eingesetzt. Die Landbatterien wurden ergänzt durch die Elephanten, Sarpen, Nidelven, Danmark, Trekroner und Mars. Insgesamt hatten die Dänen etwa 600 Geschütze in Stellung gebracht.
Am Morgen des 31. März unternahm Nelson zusammen mit Parker eine Erkundung der Trekroner-Batterie. Als Ergebnis dieser Erkundung wurde Nelson damit beauftragt, mit zwölf Linienschiffen und allen kleineren Einheiten den Angriff anzuführen, während Parker mit den verbleibenden acht Linienschiffen London, St George, Warrior, Defence, Saturn, Ramillies, Raisonable und Veteran die Reserve bildete, die sich auf der anderen Seite nördlich des Mittelgrunds aufhalten sollte.

## Die Schlacht

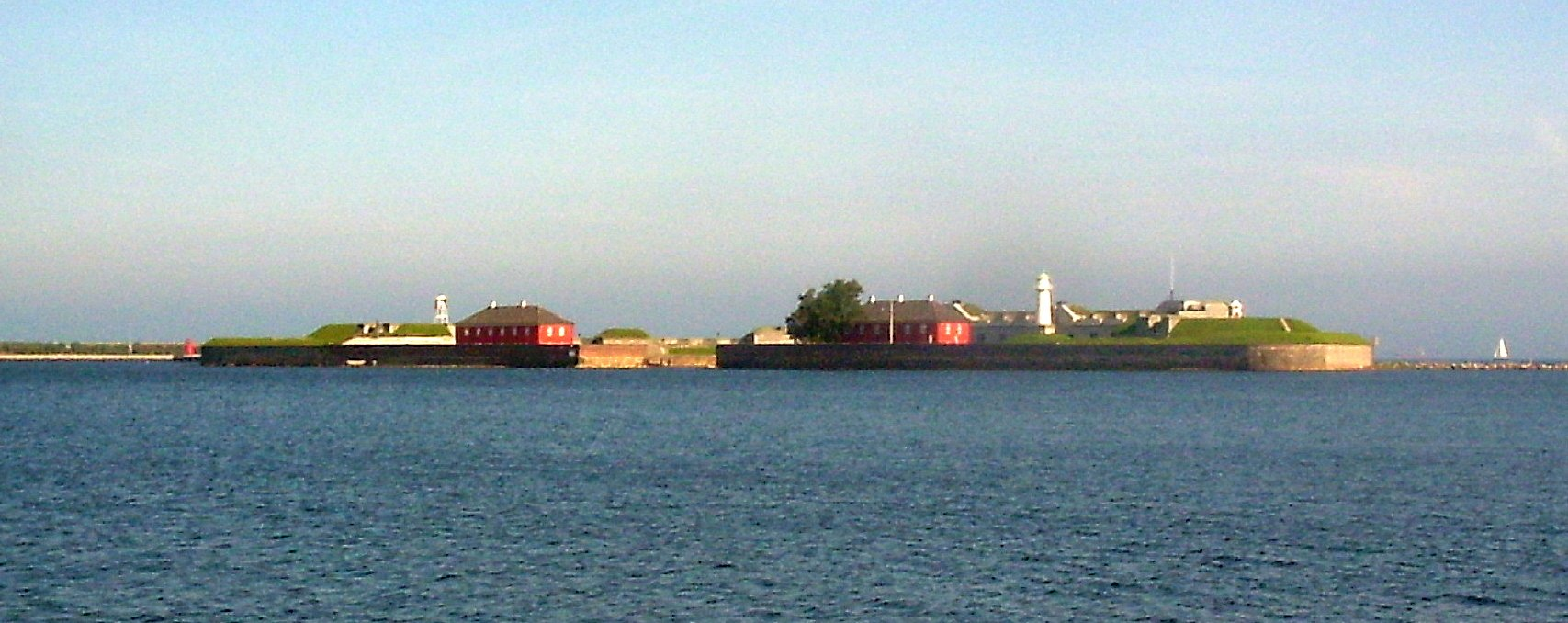
Das Trekronerfort (2005) von Kopenhagen aus gesehen

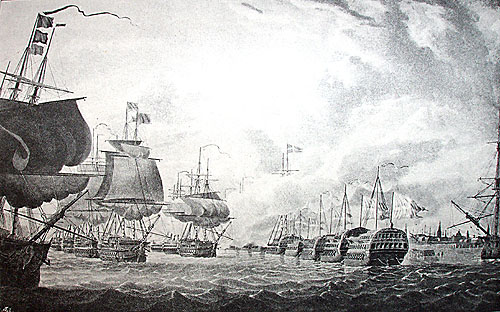
Historische Darstellung der Seeschlacht von Kopenhagen

Am Abend des 1. April 1801 ankerte Nelsons Flotte südlich der Sandbank, etwa zwei Seemeilen von der dänischen Flotte entfernt. Im Schutz der Dunkelheit wurden die Tiefen des Fahrwassers gelotet. Nelsons Instruktionen an die Kapitäne seiner Flotte hatten drei wesentliche Elemente: Das erste Schiff sollte in den Kanal segeln, parallel zu ihren Gegnern ankern und dann das Feuer eröffnen. Anschließend sollte das zweite Schiff das erste auf der nicht feuernden Seite passieren und den nächsten Gegner angreifen. Das ganze sollte sich so lange wiederholen, bis sämtliche britischen Schiffe in den Kanal eingelaufen wären. Gleichzeitig sollten die Fregatten den nördlichen Teil der Verteidigungsanlagen angreifen, während die Kanonenbriggs die Südspitze der Dänen attackieren sollten. Nachdem die Trekroner-Batterie von Marineinfanterie gestürmt worden wäre, sollten Bombarden mit dem Beschuss der Stadt und der Werften beginnen.
Um 9:30 Uhr des 2. April 1801 gab Nelson den Befehl, die Anker zu lichten. Als die Edgar kurz darauf in den Kanal einlief, eröffnete die Provesteen das Feuer. Die Agamemnon, die der Edgar folgte, war nicht in der Lage, ihre Position zu erreichen und musste beidrehen. Die Russel und die Bellona hatten Grundberührung und fielen zurück. Nelson reagierte sofort und zog die Elephant auf die Position der Bellona. Die übrigen Schiffe Defiance, Ganges, Monarch, Ardent und Glutton, die denselben Kurs verfolgten, erreichten ohne Zwischenfall die ihnen zugewiesenen Positionen.
Aufgrund einer starken südlichen Strömung hatte die Jamaica und die Bombarden Schwierigkeiten, das südliche Ende des Mittelgrunds zu umrunden und lediglich drei waren in der Lage, am Gefecht teilzunehmen. Auch die Amazon, die Blanche, die Désirée, die Alcmene und die Dart wichen vom ursprünglichen Plan ab. Als Kapitän Riou an Bord der Amazon bemerkte, dass niemand die Infødsretten und die Hajaelperen angriff, ankerte er mit der Amazon nördlich der Defiance und gab den restlichen vier Fregatten den Befehl, die britische Linie in einem Bogen nach Nordwesten zu verlängern. Die Schlacht entwickelte sich zu einem Schlagabtausch auf einer Distanz von nur wenigen hundert Metern, wodurch es zu schweren Verlusten auf beiden Seiten kam. Doch allmählich begann die überlegene Feuerkraft der Briten ihre Wirkung zu zeigen. Gegen 11:15 Uhr war die Rendsborg gezwungen, sich zurückzuziehen, wodurch eine Lücke auf die Nyborg entstand. Um 11:30 Uhr war Fischer gezwungen, auf die Holsteen zu wechseln und um 12:30 Uhr kappte die Nyborg ihre Ankertaue und driftete nach Norden ab. Gegen 13:00 Uhr, nach anderthalb Stunden Beschuss durch die Elephant und Ganges, tat es die Flotten-Batterie Nr. 1 der Nyborg gleich und driftete ebenfalls nach Norden.
Gegen 13:15 Uhr -fast zwei Stunden heftigen Feuers später- versuchte Parker, sich von seiner Position aus ein Bild der Lage zu machen. Ein Schiff lag auf Grund, die Reserven konnten wegen der Windverhältnisse nicht mehr in den Kampf gebracht werden und mindestens zwei von Nelsons Schiffen hatten Notsignale gesetzt.
Gegen 14:00 Uhr stand die Dänische Verteidigung kurz vor dem Zusammenbruch. Mehrere Hulks hatten kapituliert oder waren davongedriftet. Während die Kämpfe um die Trekroner-Batterie weiter anhielt, strich die Dannebrog um 14:30 Uhr ihre Flagge, nachdem sie Feuer gefangen hatte und 15 Minuten später folgte ihr die Hajen.
Da auch die Briten hohe Verluste zu verzeichnen hatten, und um weiteres Blutvergießen zu vermeiden, sandte Nelson einen Brief an den dänischen Kronprinzen, in dem er ihm mitteilte, dass er die Kampfhandlungen einstellen würden, sofern die Dänen ebenfalls das Feuer einstellten. Sollte er sich jedoch weigern, drohte er damit, die bereits eroberten schwimmenden Batterien in Brand zu setzen und mitsamt ihren gefangenen Besatzungen explodieren zu lassen. Es kam zum Wechsel mehrerer Briefe, in denen Dänemark die Waffenstillstandsbedingungen akzeptierte und die Trekroner-Batterie ebenfalls das Feuer einstellte. An Bord der London wurde ein 24-stündiger Waffenstillstand vom dänischen Generaladjutanten Lindholm unterzeichnet. Nachdem Kopenhagen von der Ermordung Pauls I. erfahren hatte, wurde der Waffenstillstand um zwei Wochen verlängert und nach sechs Tagen schweren Ringens wurde ein formeller Waffenstillstand unterzeichnet.

## Nachwirkung
Mit dem Waffenstillstand im Rücken, beabsichtigte Nelson weiter in die Ostsee vorzustoßen, doch Parker bestand darauf, dass er selbst gehen wolle, während Nelson weiter in Kopenhagen bleiben sollte. Doch anstatt direkt nach Reval zu segeln, ankerte Parker, nachdem er vergeblich ein Schwedisches Geschwader verfolgt hatte, in Kioge Bay 600 km von Reval entfernt und wartete auf weitere Befehle aus London. Am 5. Mai erhielt er schließlich die Nachricht, dass Nelson das Oberkommando erhalten hatte. Der neue Zar Alexander I. wollte keinen Krieg mit Großbritannien und revidierte die Politik seines Vaters. Am 17. Juni wurde eine Vereinbarung mit Russland und einige Monate später mit Dänemark und Schweden unterzeichnet. Großbritannien erhielt die ausdrückliche Anerkennung der Bestimmung von 1756, wonach Großbritannien keinen Handel mit neutralen Nationen betreibt, die gleichzeitig mit dem Feind Handelsbeziehungen unterhalten. Auf britischer Seite verzichtete man auf den Anspruch, Schiffsbedarf als Kriegskonterbande zu beschlagnahmen.